# Otosaurus cumingii
Otosaurus cumingii (лусонський гігантський лісовий сцинк) — вид сцинкоподібних ящірок родини сцинкових (Scincidae). Ендемік Філіппін. вид названий на честь англійського натураліста Х'ю Камінга. Це єдиний представник монотипового роду Otosaurus.

## Поширення і екологія
Лусонські гігантські лісові сцинки мешкають на островах Мінданао, Бохоль, Лейте, Дінагат, Самар, Лусон, Міндоро, Сібуян, Лубанг і Сікогон. Вони живуть в діптерокарпових вологих тропічних лісах та у вторинних лісах, серед опалого листя, повалених дерев і лісової підстилки. Зустрічаються на висоті до 1170 м над рівнем моря.